# Kosrae
Kosrae (výslovnost podle IPA /koʊˈʃaɪ/) nebo také Kusaie je ostrov v pacifickém souostroví Karolíny, který má rozlohu 111,3 km² a žije na něm 6616 obyvatel, převážně Mikronésanů hovořících kosrajsky. Spolu s okolními ostrůvky (z nichž největší a jediný obydlený je Lelu) tvoří nejmenší a nejvýchodnější ze čtyř členských států Federativních států Mikronésie. Nachází se 560 km východojihovýchodně od hlavního města země Palikiru. Správním centrem Kosrae je Tofol na východním pobřeží ostrova, kde žije asi dva a půl tisíce obyvatel.

## Historie
Mikronésané ostrov osídlili v průběhu prvního tisíciletí našeho letopočtu, o existenci vyspělé společnosti a centralizovaného státu svědčí ruiny panovnického sídla Leluh pocházející zhruba z 15. století. Pro Evropany ostrov objevil v roce 1529 Álvaro de Saavedra Cerón, v roce 1686 nad ním vyhlásili Španělé formální svrchovanost jako nad součástí Karolínských ostrovů (podle krále Karla II.), ale k prvnímu kontaktu domorodců s bělochy došlo až v roce 1824, kdy se okolní oceán stal lovištěm velrybářů. Od roku 1852 na ostrově působila bostonská misie kongregačních misionářů, která ostrovany obrátila na křesťanství, v roce 1874 zde řádil pirát Bully Hayes, který údajně na ostrově ukryl velký poklad. Ostrov byl v minulosti známý také pod názvy Ualan nebo Strong Island.
V roce 1885 nastolilo španělské námořnictvo efektivní kontrolu nad ostrovem, ale po prohrané španělsko-americké válce prodala španělská vláda své pacifické državy císařskému Německu. Po první světové válce svěřila Společnost národů Kosrae Japoncům jako součást mandátního území Tichomořské ostrovy, po druhé světové válce se ostrov stal poručenským územím pod správou USA. V roce 1977 bylo Kosrae vyčleněno z Pohnpei jako samostatný distrikt poručenského území Tichomořské ostrovy a v roce 1986 se stalo součástí nezávislých Federativních států Mikronésie.
Stát Kosrae se dělí na čtyři obce (municipalities): Lelu, Malem, Tafunsak a Utwe; do roku 1980 existovala také obec Walung, která pak byla sloučena s Tafunsakem. Stát má také svoji vlajku, která byla přijata v roce 1981. Její podoba vychází z vlajky OSN: je světle modrá a je na ní bíle vyobrazen ceremoniální kámen fafa, olivová ratolest a čtyři pěticípé hvězdy.

## Geografie
Kosrae je sopečný ostrov obklopený korálovým útesem, nejvyšším vrcholem je Mount Finkol vysoký 634 m n. m. Při pohledu z moře ostrov připomíná siluetu ležící ženy, odtud pramení jeho přezdívka „ostrov ležící paní“ i domorodá legenda o ženě, kterou bohové za trest nechali zkamenět a produktem její menstruace je rudá půda ostrova. Velká část vnitrozemí je porostlá hustou džunglí, nachází se zde rezervace Yela Ka s unikátním místním stromem Terminalia carolinensis. V úrodných nížinách domorodci pěstují kokosovník ořechoplodý, taro, chlebovník obecný, banánovník, citrusy, papáju a cukrovou třtinu. Důležitým zdrojem obživy je také rybolov, zaměřený především na tuňáky.
Na pobřeží se nacházejí mangrovy i písečné pláže, díky čistému moři a příznivému podnebí ostrov nabízí možnosti ke koupání a šnorchlování, není však zasažen masovou turistikou (jen okolo tisícovky návštěvníků ročně). Atrakcí pro potápěče jsou četné vraky lodí z druhé světové války. Na pobřeží nedaleko vesnice Okat se nachází mezinárodní letiště Kosrae, cizincům je určeno ubytovací zařízení Kosrae Nautilus resort se soukromou pláží. Díky odlehlé poloze se na ostrově vyvinula řada endemických druhů, jako je kaloň ualanský nebo vyhynulí ptáci špaček krkavčí a chřástal mikronéský. V okolním moři žije delfín dlouholebý, barakudy, rejnoci a různé mořské želvy.

## Galerie

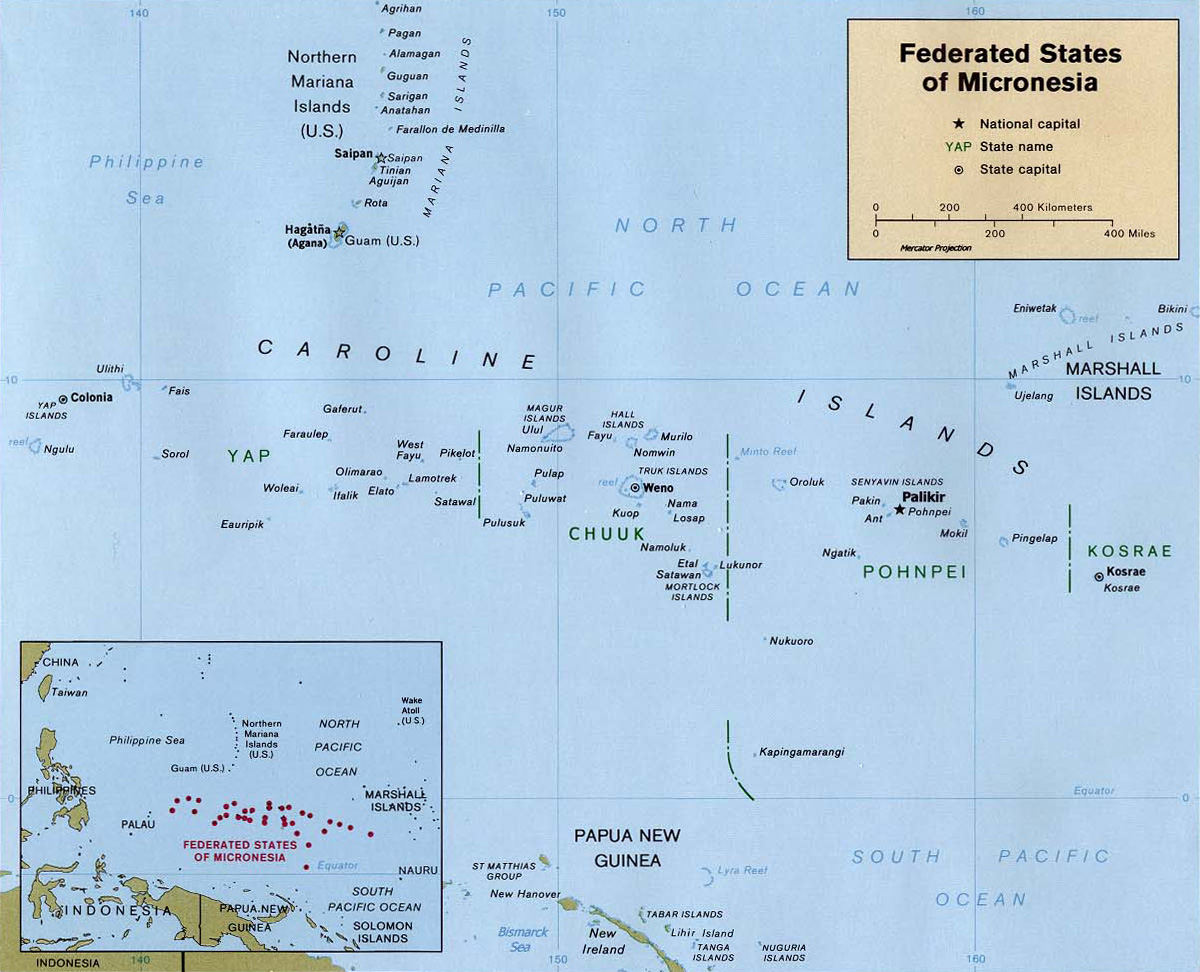
Poloha Kosrae na mapě FSM
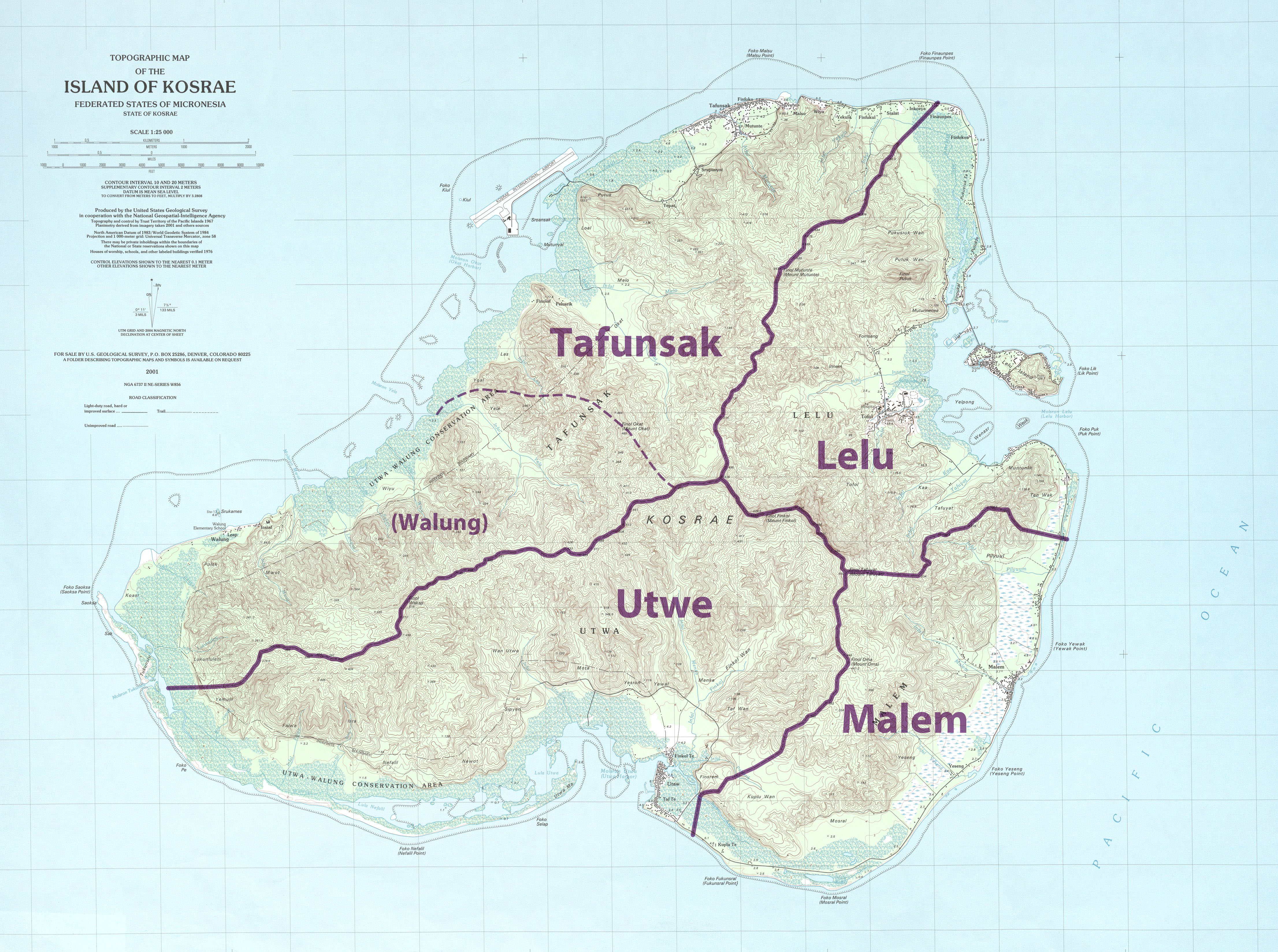
Mapa administrativního rozdělení
Vlajka státu Kosrae
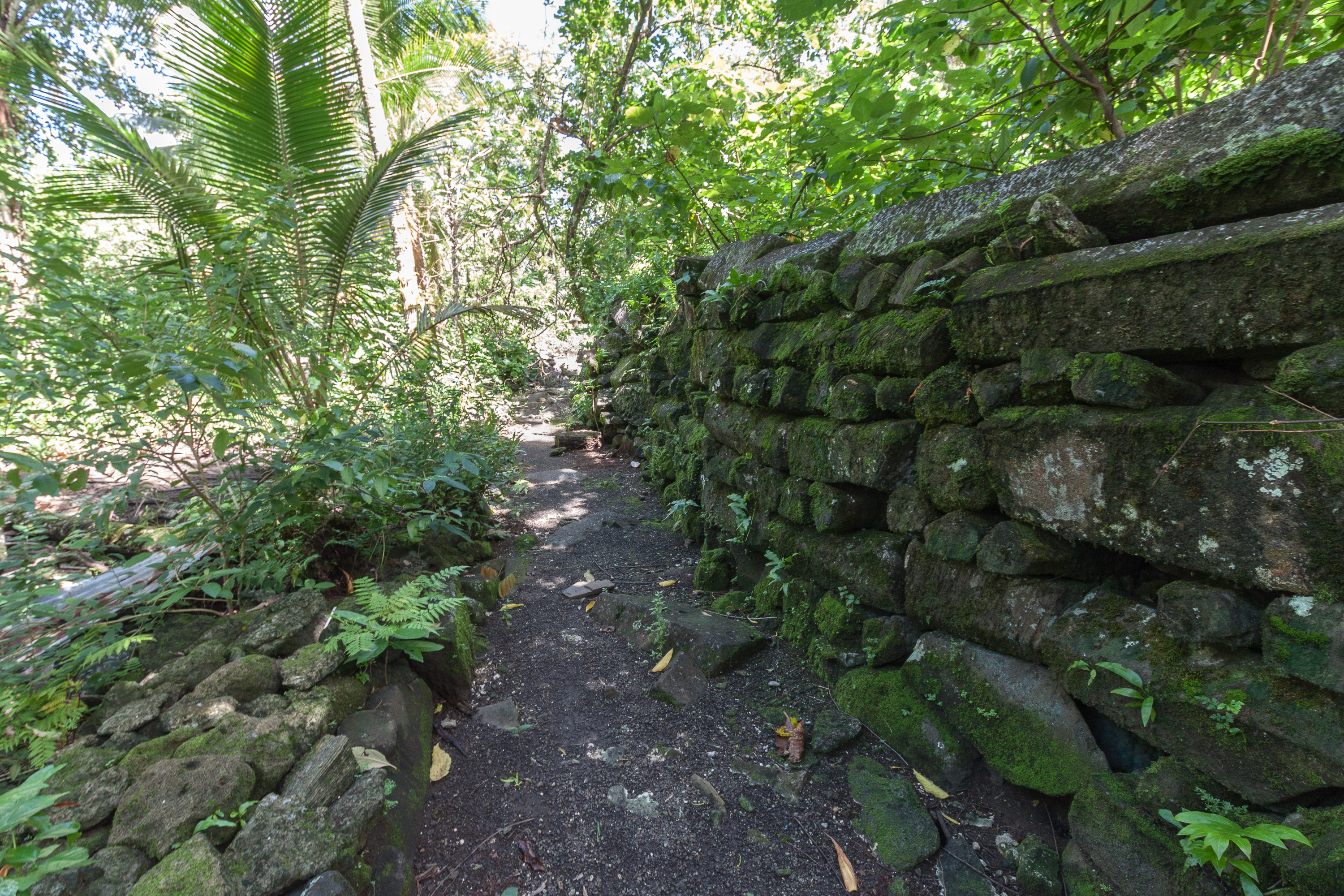
Zříceniny města Lelu
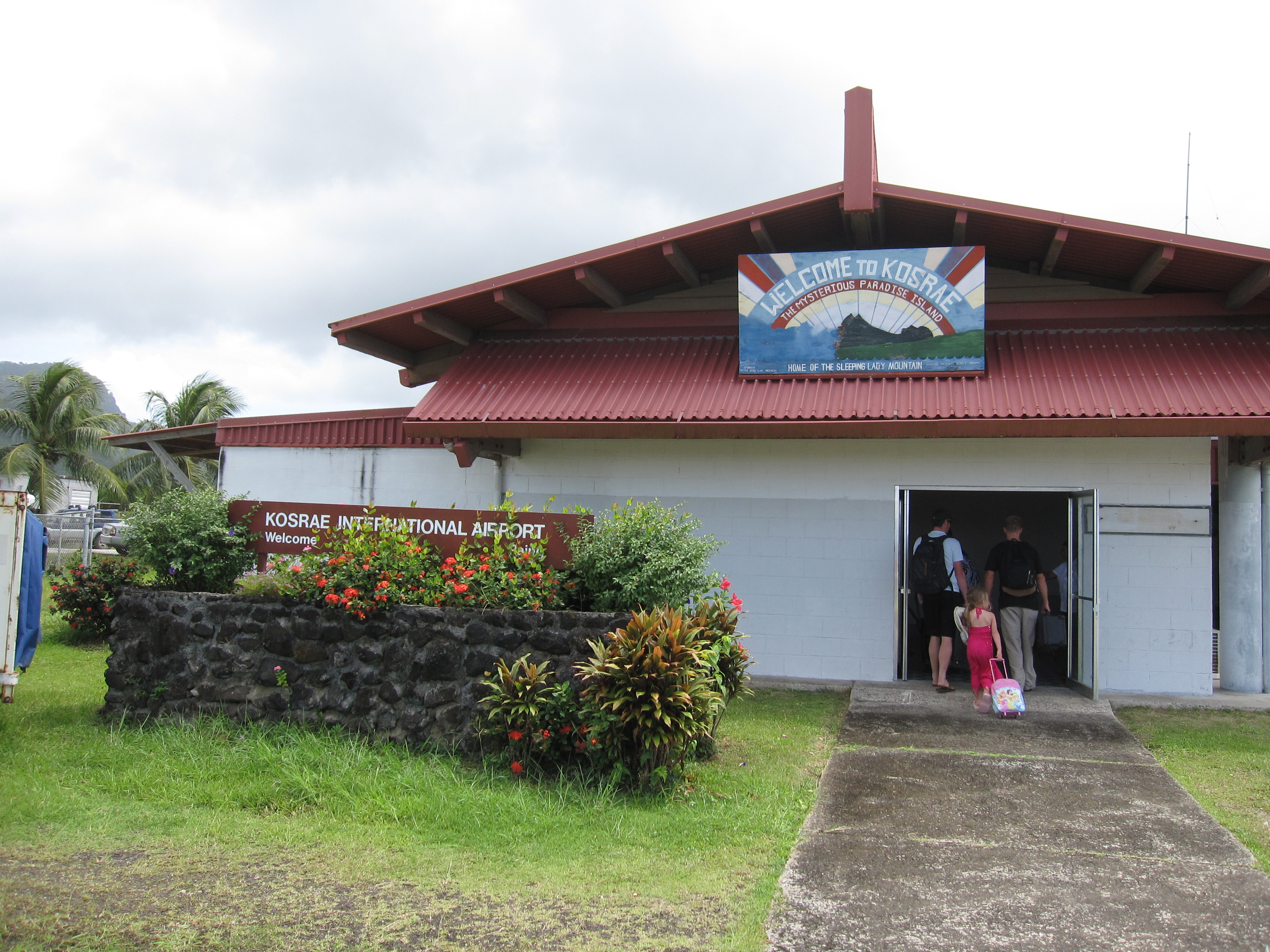
Letištní budova
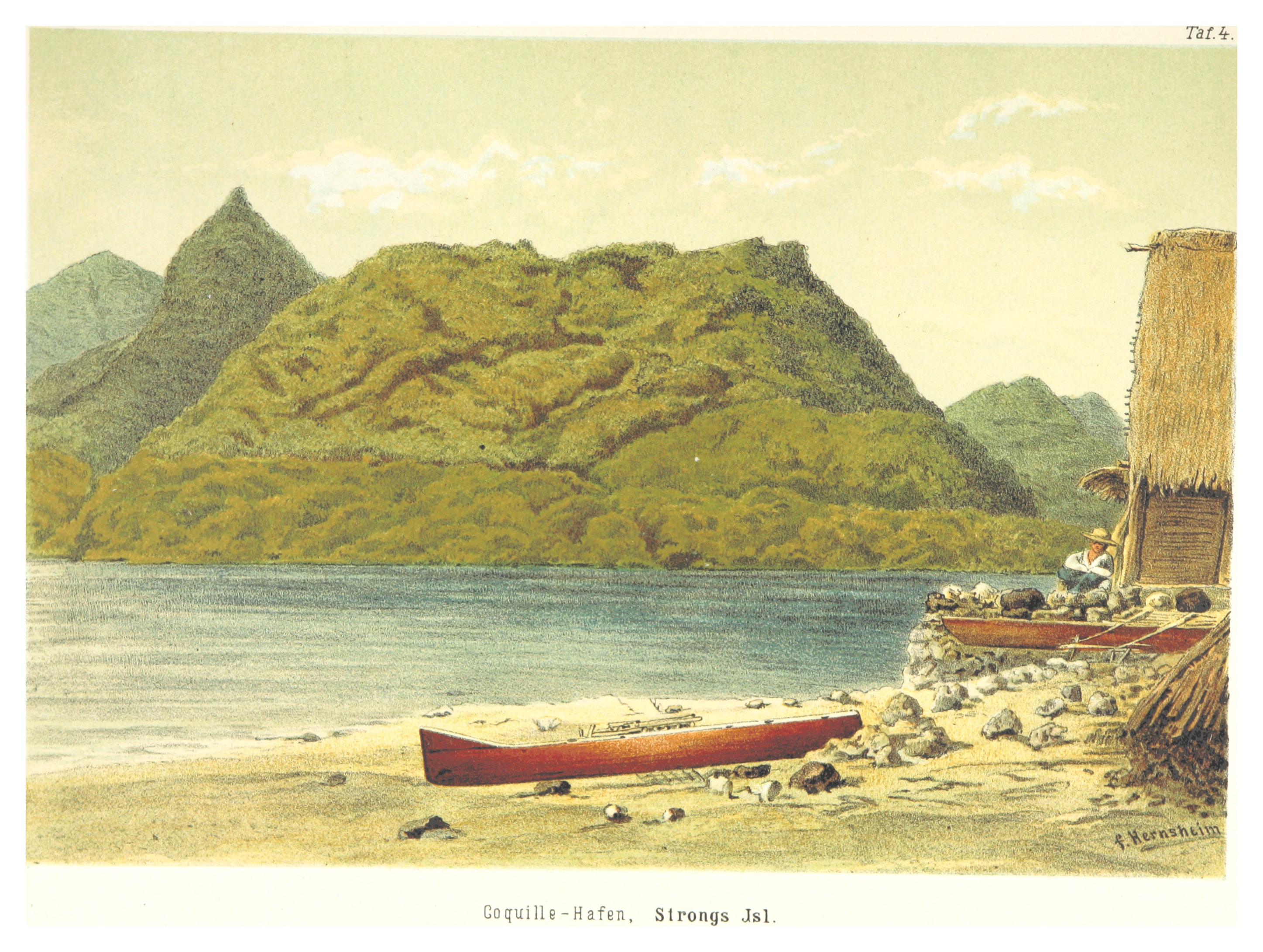
Pohled na ostrov v roce 1883